# André Vidal (député)
Pour les articles homonymes, voir André Vidal et Vidal.
André Vidal, né le 18 décembre 1908 à Constantine (Algérie) et mort le 27 septembre 1984 à dans le 16e arrondissement de Paris, est un homme politique français (U.N.R.).

## Détail des fonctions et des mandats
Mandat parlementaire
- 30 novembre 1958 - 9 octobre 1962 : Député de la 2e circonscription du Tarn